# Josef Mánes
Josef Mánes (12. května 1820 Staré Město – 9. prosince 1871 Nové Město) byl český malíř, ilustrátor, grafik a designér , jeden z nejvýznamnějších představitelů českého romantismu. Výtvarně činný otec i strýc k malířství vychovali a vyučili jeho i jeho sourozence Quida a Amálii. Je považován za mistra české figurální malby i krajinomalby v období romantismu a realismu. Patřil k nejplodnějším tvůrcům své generace, zejména v oboru portrétů. Soupis jeho díla čítá téměř 500 položek, z toho 130 olejomaleb, kolem 150 akvarelů, studií a kreseb.
Duševní chorobě podlehl 9. prosince 1871.

## Životopis
Jeho osobní život byl zaslíben výtvarnému umění a ženám. Byl šťastný v období studií, konjunktury svých prací, bohémské nezávislosti a obrozeneckých ideálů. Stal se nešťastným v soužití se sourozenci v rodném domě Na Starém Městě (U obecního dvora čp. 798/5), při nedostatku zakázek po roce 1848: člověk nepraktický a plachý byl sestrou nucen zříci se své tehdejší lásky, služky Františky Šťovíčkové.

### Mládí
Narodil se jako prostřední ze tří sourozenců v rodině proslulého malíře Antonína Mánesa, profesora krajinomalby na Pražské malířské akademii, a Magdalény Kristiny, která pocházela z rodiny pražského truhláře Schwindtnera. Otec své tři výtvarně nadané děti Amálii, Josefa a Quida bral na studijní cesty do přírody, například do údolí Sv. Jana pod Skalou, na Říp nebo do Podkrkonoší. Josefovy práce už v té době dosáhly takové kvality, že byly dlouho považovány za díla jeho otce. Josefův strýc Václav Mánes s rodinou bydlel, na téže škole učil figurální malbu, a také dvakrát zaujal místo prozatímního ředitele.
Josef po absolvování obecné školy a nižší reálky v patnácti letech nastoupil ke studiu malířství na pražskou malířskou akademii k profesoru Františku Tkadlíkovi. Již roku 1842 podnikl svou první cestu za krajinářskými náměty z Prahy přes České Budějovice, Linec, Salzburg, Gmünden a odtud do Jižního Tyrolska. V roce 1844, nespokojen s akademickým charakterem výuky podle sádrových modelů a pro neshody s tehdejším ředitelem Christianem Rubenem odešel studovat na akademii do Mnichova, kde pobýval tři roky bez jakéhokoliv hmotného zajištění z domova. Později podnikl i několik studijních cest, mj. do Drážďan, Polska, či Slezska. V letech 1846-1847 se spolu s bratrem Quidem vypravil do Krkonoš a pořídil soubor realistických pohledů na hřebeny, náhorní planiny a horské boudy.
Jeho osobní život se poněkud zkomplikoval v době, kdy už žil opět v Praze. Tehdy ve svých dvaceti sedmi letech, navázal intimní vztah s Františkou Šťovíčkovou, která byla u Mánesů zaměstnána jako služka. V roce 1850 Františka otěhotněla, ale pod silným nátlakem rodiny se Františky musel vzdát. V té době už vedla domácnost u Mánesů Josefova starší sestra Amálie, která oba své bratry existenčně zajišťovala. Ta také těhotnou Františku propustila ze služby. Dceru Josefinu, která se v roce 1850 narodila, poté vychovávala sama.

### Na Moravě
V roce 1854 na pozvání svého přítele, hraběte Bedřicha Silva-Tarouccy odjel na zámek Čechy pod Kosířem, kde mu poskytl přístřeší. Během následujících dvaceti let zde vytvořil sérii rodinných portrétů Silvy Tarroucy, dále žánrové novorokokové obrázky, a také některé ze svých nejlepších prací (např. Ukolébavka, Líbánky na Hané, Život na panském sídle). V Čechách pod Kosířem se také zlepšil jeho duševní stav, rozvíjel i své přírodovědné zájmy, velmi jej upoutala botanika. Vyhledával zde lidové krojované postavy, opět se zamilovával do Hanaček i cikánek, zajímal se o moravské kroje. Silva Taroucca mu doporučil i pobyt na bílovickém zámku, jehož majitelem byl hrabě Hugo Jakob Josef Logothetti. Hrabě Hugo jej požádal, aby namaloval jeho milou Verunu. Namaloval Verunu Čudovou ve slováckém kroji, později její sestru zvanou Babušu ve slováckém kožichu a jako jejich mužský protějšek namaloval portrét mladíka z obce Březolupy Jana Postavu v lidovém kroji. Vznikl i menší obrázek Verunky Čudové v městském oblečení. Na Moravě vznikl také cyklus Moravský rok, ve formě kalendáře.

### V Čechách
Společenskou angažovanost v národním obrození (ač jeho rodným jazykem byla němčina a česky se naučil teprve v dospělosti) projevoval zejména jako činitel Umělecké besedy, navrhl sokolský kroj, četné sokolské a jiné spolkové prapory, insignie a diplomy. Posledním umělecky bohatým obdobím byla 60. léta 19. století. Do roku 1865 pobýval na pozvání Kristiána Koce z Dobrše na zámku v Újezdu Svatého Kříže, kde portrétoval členy jeho rodiny. Prostřednictvím rodinných kontaktů pak získal mimořádnou zakázku na vytvoření 12 medailonů pro Staroměstský orloj. Kalendářní deska orloje byla odhalena 18. srpna 1866. V té době se jeho zdraví opět začalo horšit.

### Onemocnění

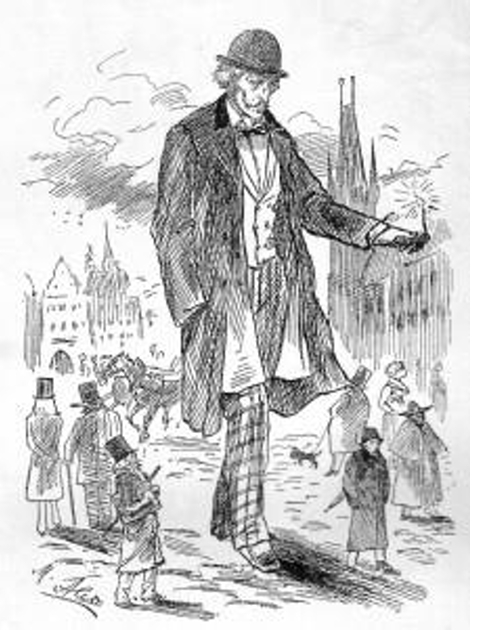
Mikoláš Aleš: Josef Mánes (Šotek, 1880)

Od roku 1866 se u něj projevovaly příznaky duševní choroby, která sice postupovala velmi pomalu, ale neléčena měla pro něho devastující důsledky. Během následujícího období ztrácel na váze, měl přechodné obtíže s vyslovováním, propadal trudnomyslnosti a jeho chování bylo občas velmi podivné a zmatené. V jeho myšlení se postupně objevovala zvláštní posedlost vlčí růží. Tehdejší mecenáš umění, průmyslník Vojtěch Lanna mladší, mu poskytl peníze na studijní cestu do Říma, kde se mohl zotavit, ale neznalost italštiny a město Řím, kde byl v hotelu okraden, jeho stavu ještě přitížily. Amálie si proto pro svého bratra urychleně přijela. V Římě ho objevila zhrouceného na schodech proslulé Fontány di Trevi ve skupině smějících se lidí.  Ke konci života upadal Mánes do hlubší a hlubší letargie. Předpokládá se, že chorobou, která jej postihla, byla progresivní paralýza, tj. pokročilá forma syfilidy napadající mozek, nebo tuberkulóza mozkových blan. Lékařská zpráva o jeho úmrtí určuje nejasnou diagnózu, ochrnutí mozku. Zemřel po několika letech utrpení ve věku jedenapadesáti let. Pohřbu se zúčastnila i jeho nemanželská dcera Josefina.
Traduje se, že jednou ho viděli Pražané procházet se za dne s rozsvícenou svící. Hana Volavková spojila toto vyprávění s nekrologem Jana Nerudy, který se tázal „...jakž ale mohou se vyvinout géniové v tmách?“ a s kresbou Mikoláše, kterou doprovodil článek Jakuba Arbese v časopise Šotek (1880). Na ní Aleš zobrazil malíře jako velikána kráčejícího se svící mezi drobnými postavami na Staroměstském náměstí a marně hledajícího někoho, kdo by mu porozuměl.

## Dílo
Mánesova tvorba vychází z romantismu, byla inspirována studiem portrétní malby mnichovské, rodným prostředím Starého Města pražského a životem venkovského lidu na Hané, který pro něj představoval ideál čistoty a lidství. K nejznámějším pracím patří cyklus portrétů pražských obyvatel, žánrové novorokokové scény z pobytu u šlechtických mecenášů na zámku rodiny Silvy-Tarroucy v Čechách pod Kosířem na Hané a krajinomalby.
Pro výzdobu Žofína k oslavám stého výročí narození Friedricha Schillera roku 1859 vytvořil rozměrná tonda s alegoriemi: Poesie a Historie (nezvěstné), Lyrická Poesie (průměr 161,5 cm, které jsou ve sbírce Národní galerie), v nichž poprvé použil neutrální zlaté pozadí. Stejné pozadí později užil i pro kalendářní desku z roku 1865 na Staroměstském orloji (kopie, originál je vystaven v Muzeu hl. m. Prahy), která zobrazuje alegorii 12 měsíců v roce v námětech zemědělských prací. Navrhl také hrot žerdi praporu tělocvičné jednoty Sokol a řadu praporů (Prapor Jednoty Říp v Roudnici nad Labem, 1863-4, Národní galerie v Praze). V době vrcholícího národního obrození navrhl reliéfy pro vchodová vrata kostela v Karlíně, které modelovali Ludvík Šimek a Karel Dvořák.
Po celé tvůrčí období se zabýval portréty. Jeho podobizny přátel i osobností z pražského kulturního a společenského prostředí vynikají psychologickou hloubkou, citem a barevnou kultivovaností. Zejména ženské portréty svým silným citovým zaujetím překonávají význam pouhé zakázkové práce. Takový je např. portrét Luisy Bělské, který vyjadřuje malířův obdiv a cit ke krásné ženě. Nejznámějším Mánesovým dílem je Josefina (1855) - smyslný portrét dívky s odhalenými ňadry, který až do Mánesovy smrti nikdy neopustil jeho ateliér. Kolem obrazu, v novinách označovaného jako "česká Gioconda", se spekulovalo o jeho ženské předloze, ale podle typologie tváře, která se v Mánesově díle opakuje, jde spíše o idealizovaný ženský portrét. Pro jemné gesto ruky a bílou pleť mohla být inspirací Hellichova podobizna Boženy Němcové.
Dva Mánesovy ženské akty, vytvořené jako alegorie Jitro a Večer roku 1857, byly patrně objednány pro nevěstinec na pražském Josefově a jsou proto signovány falešným monogramem L.G.

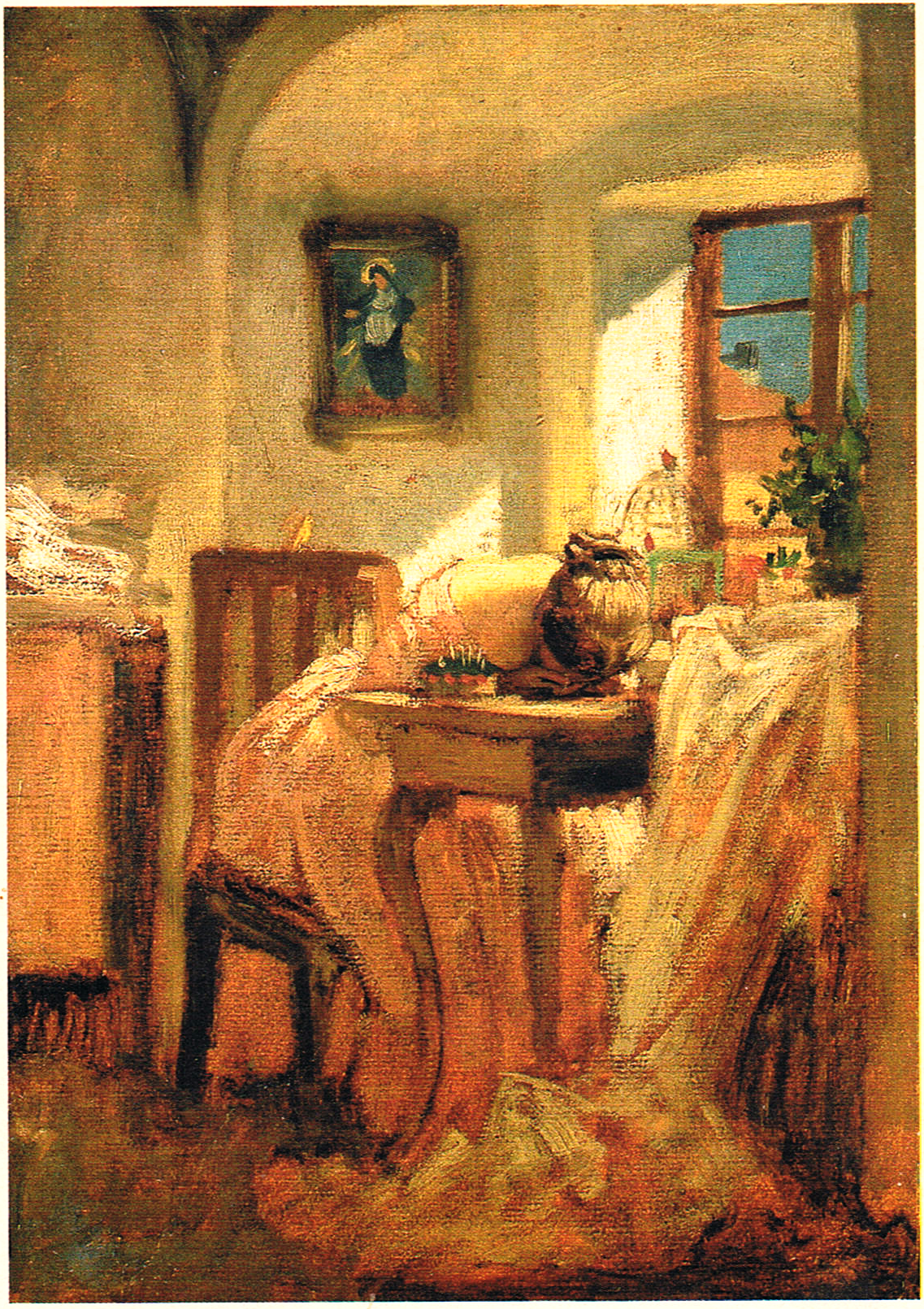
Josef Mánes, Švadlenka - Kosárkova nevěsta

V ilustracích vytvořil přesvědčivý obraz dávných Slovanů, když inspiraci k jejich oděvům čerpal ze středověkých památek a kombinoval románské a stylizované a archaizované prvky lidových krojů. Jeho ilustrace, zdobící Bellemannovo vydání Rukopisu královedvorského, vyšly až po umělcově smrti.

### Olejomalby (výběr)
- Sestry Františka a Kolowrat Krakowské (1841)
- Hrobník (1. verze: 1839-1840) (2. verze 1843), společně s Orlím hnízdem a Poutníkem ovlivněno studiem v Mnichově
- Orlí hnízdo
- Poutník (1843), studie 1840-1841
- Krkonošská krajina - studie z cesty podniknuté s otcem Antonínem
- Poslední okamžiky Lukáše z Leydenu (také: Smrt Lukáše Leidenského, 1843), Národní galerie v Praze
- Setkání Petrarky s Laurou v Avignonu roku 1327 (1845–1846), Národní galerie v Praze
- Dívka s růží ve vlasech (1846), soukromá sbírka
- Políbení (1851), Národní galerie v Praze
- Portréty advokáta JUDr. Ignáce Hauschilda, jeho manželky Anny a jejich tří dětí (1851)[22]
- Portréty Jindřicha Fügnera a jeho manželky Kateřiny (1853)
- Příjezd hosta, Čechy pod Kosířem (1853–1855), Národní galerie v Praze
- Při měsíčku (Dostaveníčko), Čechy pod Kosířem (1853–1855)
- Protejškové portréty Augustina Venduláka a jeho manželky Marie (1854)
- Dívka s růží ve vlasech (1846), soukromá sbírka
- Almužna (Žebračky před kostelem)
- Sestry při malbě, Čechy pod Kosířem[23]
- Josefina (1855), Národní galerie v Praze
- Červené paraplíčko (V létě) (1855)
- 'Jitro a Večer (1857)
- Luisa Bělská (1857), portrét manželky pražského stavitele Jana Bělského a matky stavitele Quida Bělského, Národní galerie v Praze[24]
- Portrét stavitele' (1855), pravděpodobně Jan Bělský[25], Národní galerie v Praze
- Švadlenka (1858–1859), portrét Františky Pokorné, snoubenky malíře Adolfa Kosárka ve chvíli, kdy si šije svatební šaty a dozvěděla se o ženichově smrtelné nemoci.
- Protějškové portréty stavitele Františka Václavíka a jeho manželky Anny[26], (1862) Národní galerie v Praze
- Labská krajina (1863), pohled z návrší u Kelských Vinic nad soutokem Vltavy s Labem
- Řipský kraj (1863)
- Utonulý mezi rusalkami (1867), soukromá sbírka[27]

### Studie, kresby a grafika
- Studie Hanačky v kroji, Veruna Čudová I. a II., Jan Postava, Marina Murková, Marina Hnidožová, Josef Horňák, Liptovský gazda a další
- Ilustrace Rukopisu královédvorského, dřevoryty 1849 - 1862
- Portréty poslanců, účastníků Kroměřížského sněmu z roku 1848: František Ladislav Rieger a další, do litografie převedl František Šír)

### Uměleckořemeslné práce a návrhy k nim
- Návrh praporu spolku Říp
- Návrh praporu Národní gardy v Hradci Králové, na líci stojící sv. Václav ve zbroji, na zadní straně český lev (1848)
- Návrh praporu a žerdi spolku Rastislav v Blansku[28]
- Návrh sokolského praporu a kroje
- Vějíř pro manželku Vojtěcha Lanny, ml. Národní muzeum, Praha
- Diplom pro mecenáše kostela v Karlíně
- Návrhy reliéfů pro vrata kostela sv. Cyrila a Metoděje v Karlíně (1863-1864)

## Pozůstalost
- Písemnou pozůstalost rodiny Mánesovy spravuje Archív Národní galerie v Praze
- Čtyři osobní předměty z chudé domácnosti (miska a poháry) jsou uloženy ve sbírce Národního muzea v Praze

## Galerie

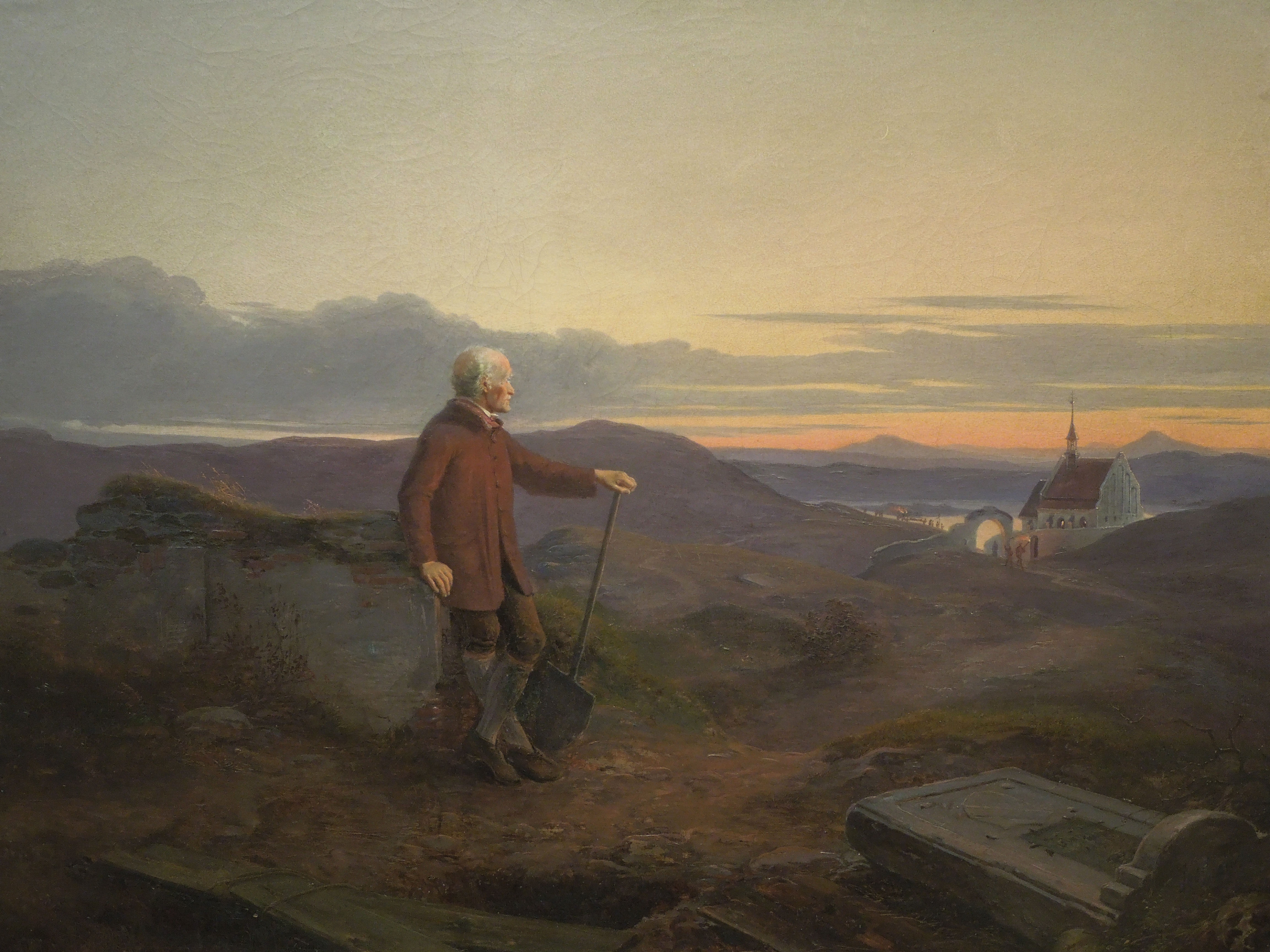
Hrobník
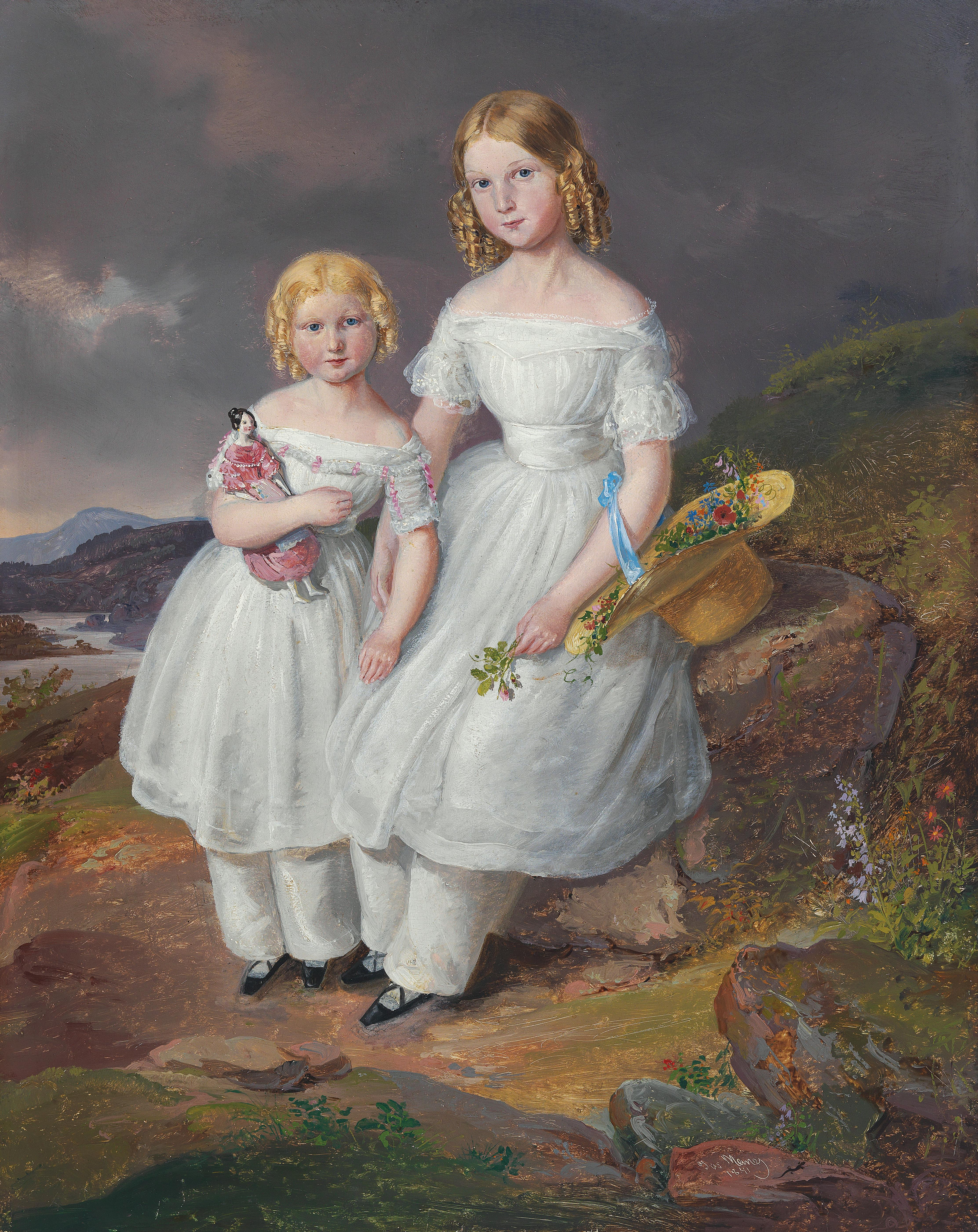
Františka a Serafína Kolowrat Krakowské (1841)
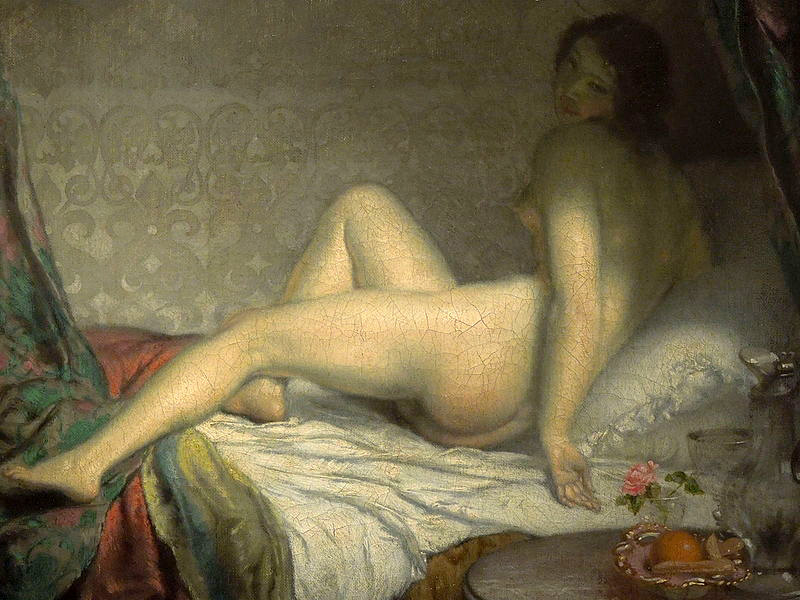
Ráno (1854)
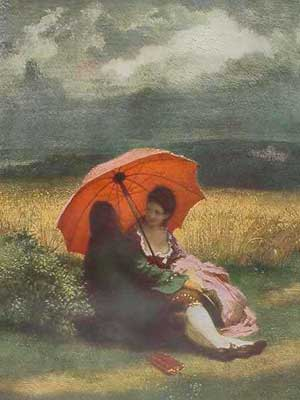
Milenci (Červené paraplíčko)
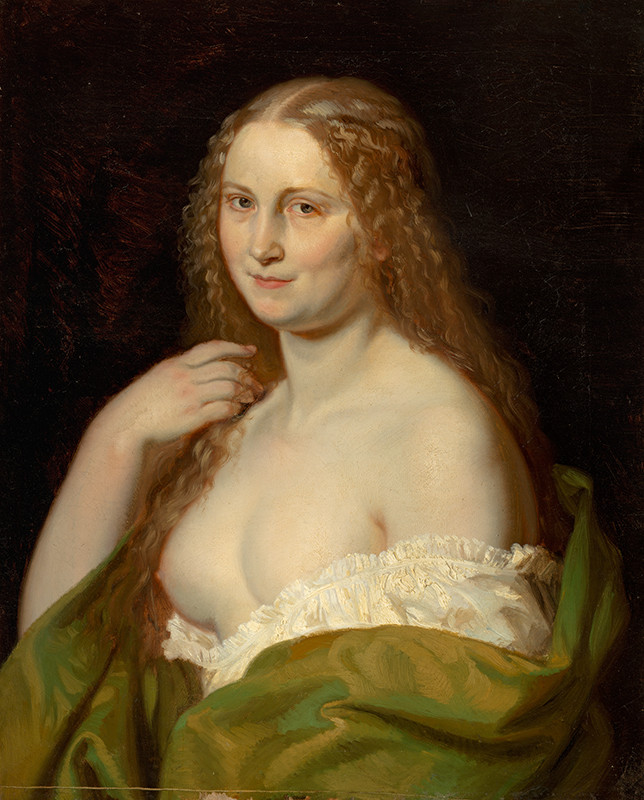
Josefína
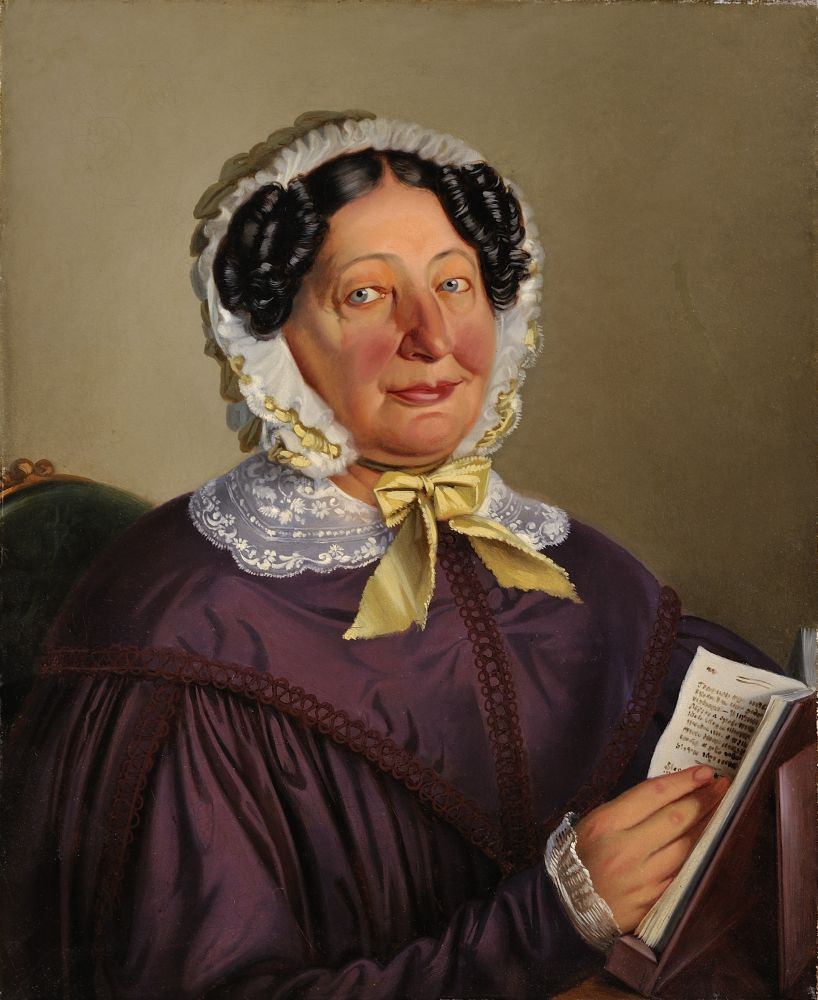
Aloisie Taschková, rozená Doudlebská ze Sternecku
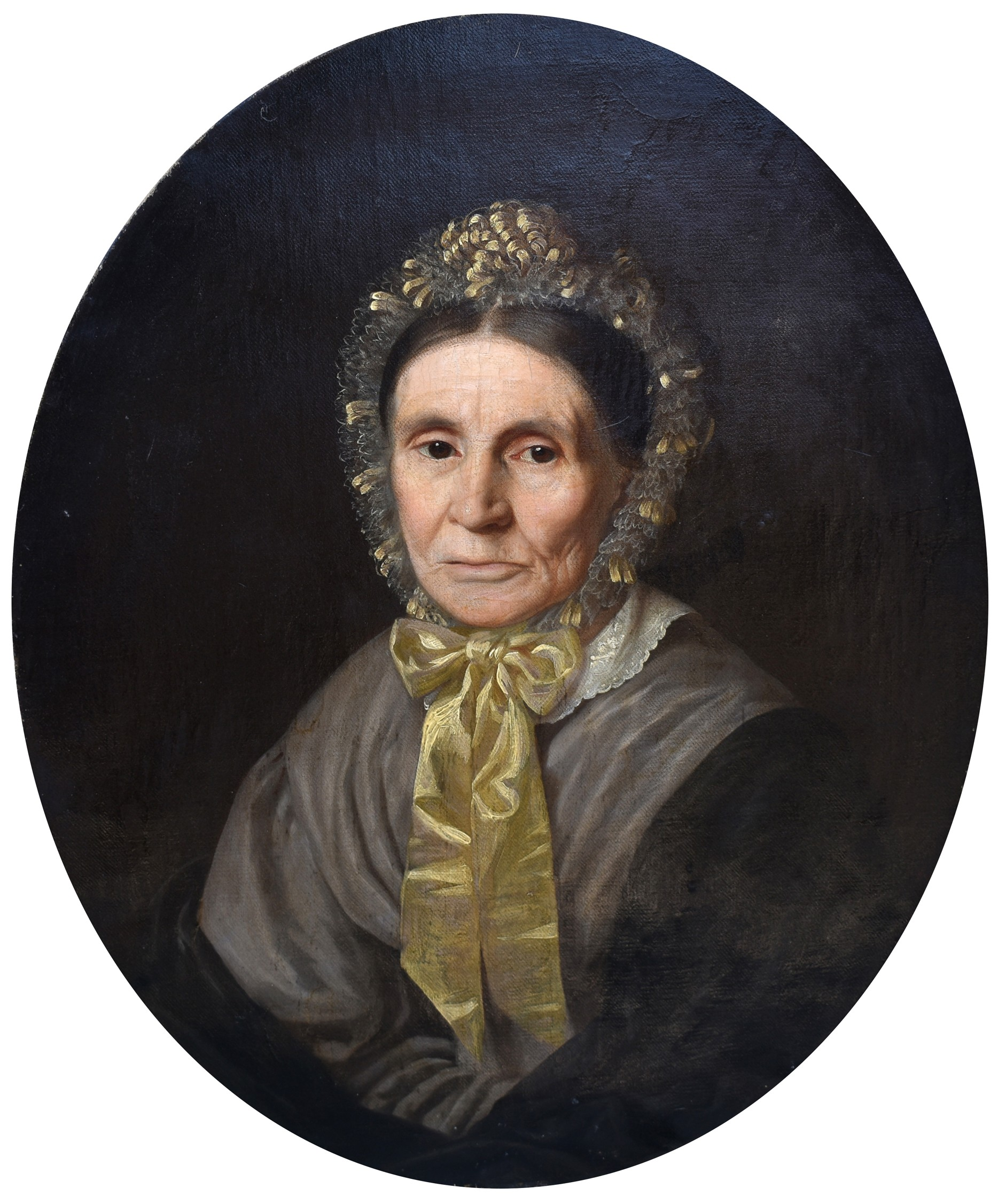
Dáma v čepci
Dívka s růží ve vlasech
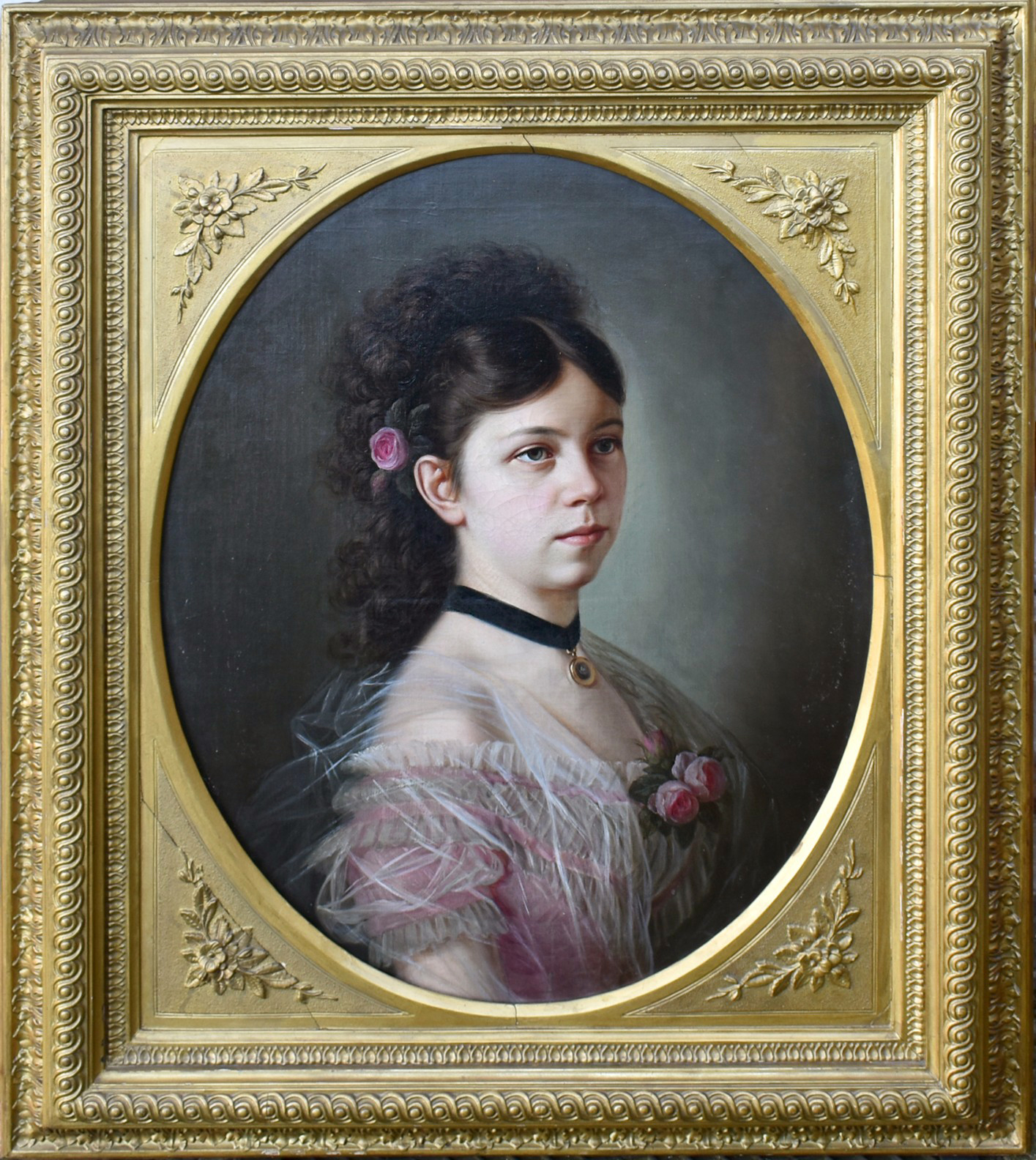
Josef Mánes - Dívka s medailonkem
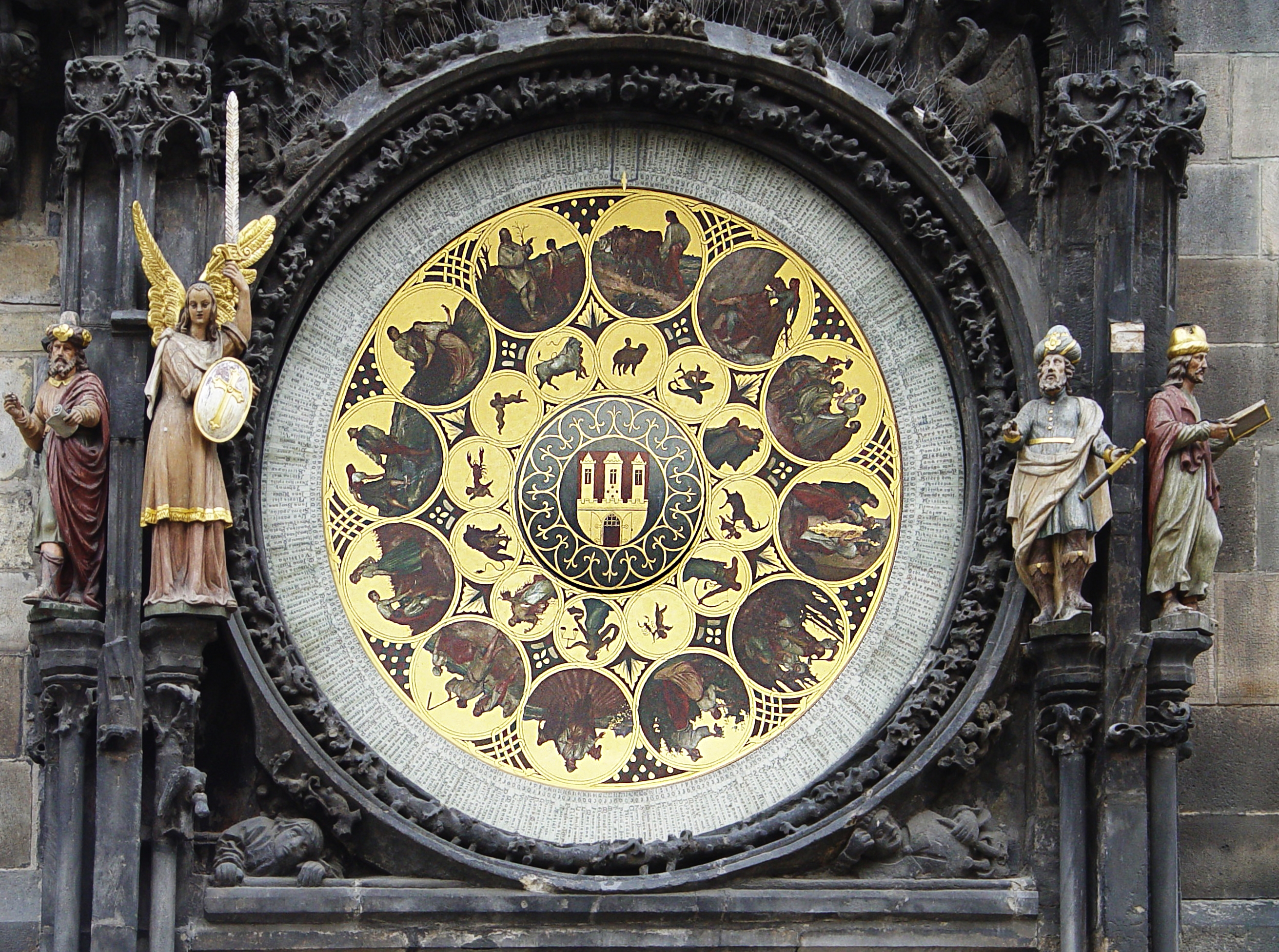
Kalendárium Staroměstské radnice (1865-1866)
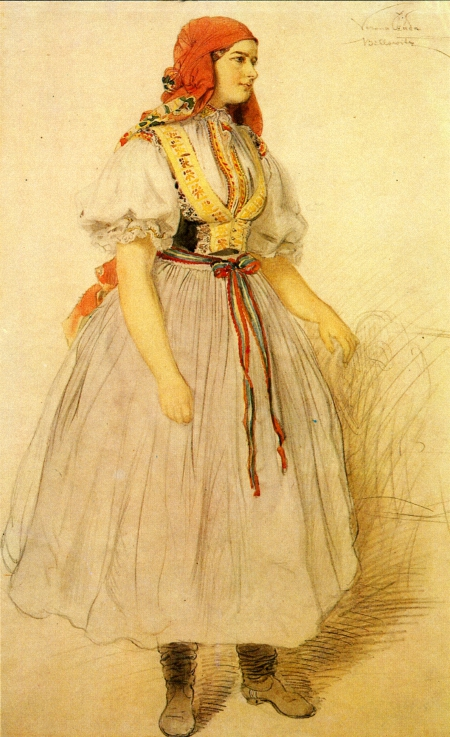
Veruna Čudová
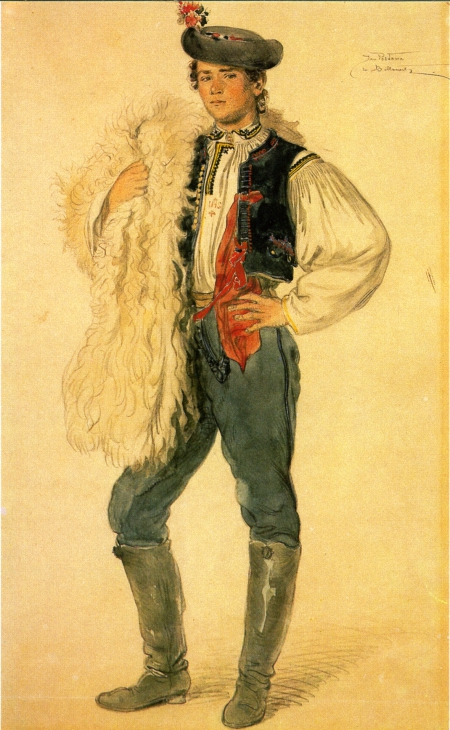
Jan Postava (1854)
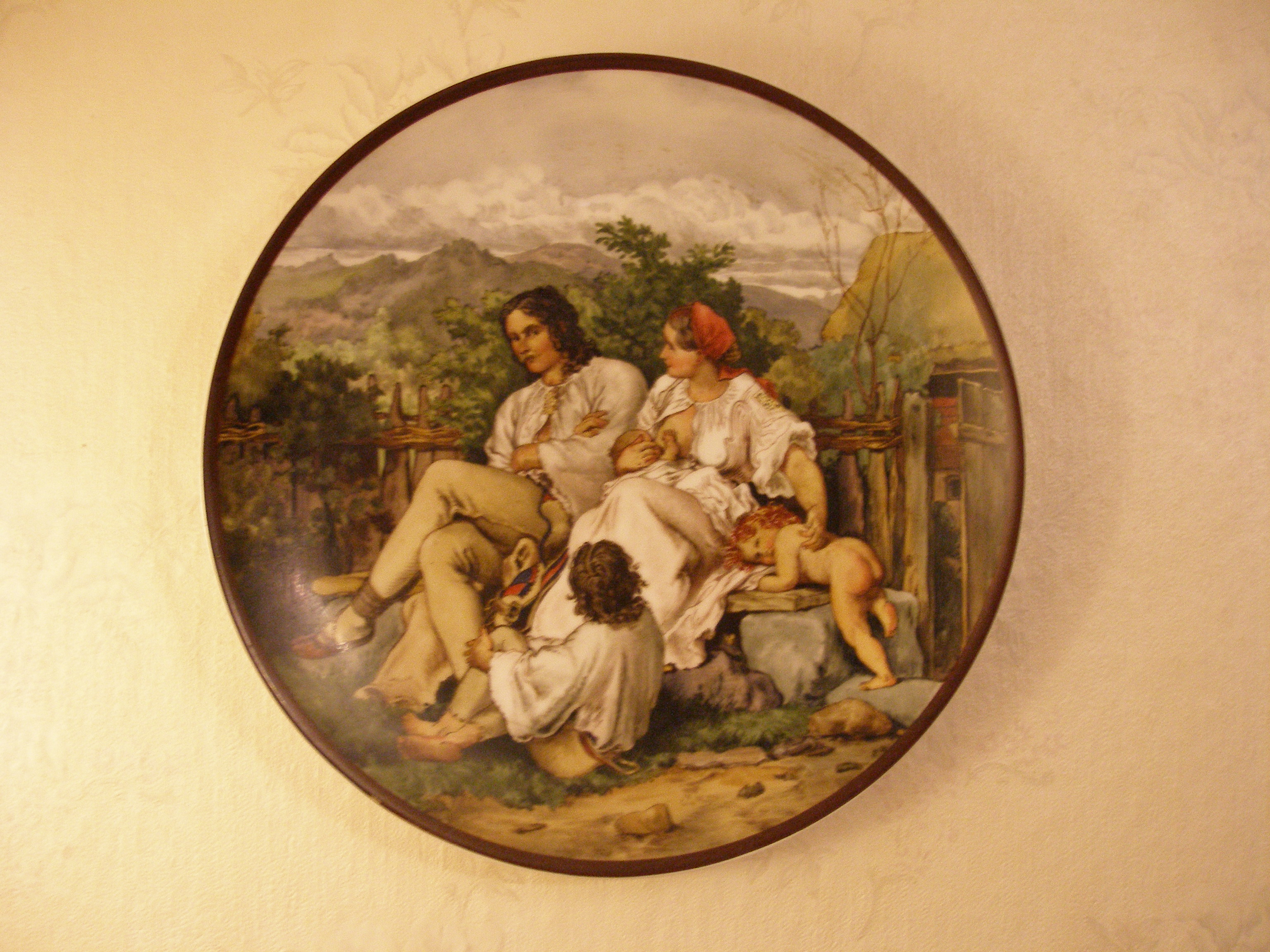
Slovácká rodina
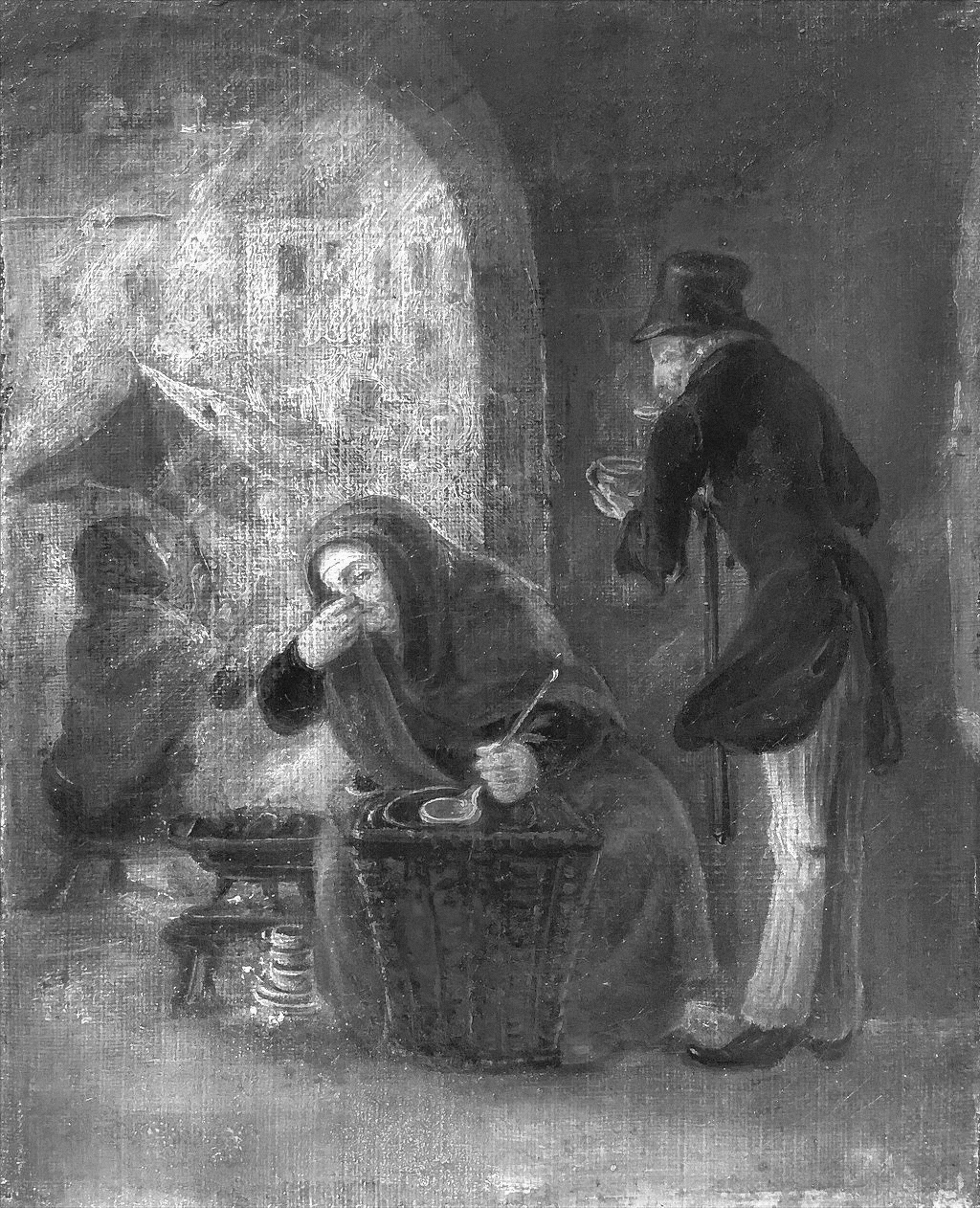
V průjezdu
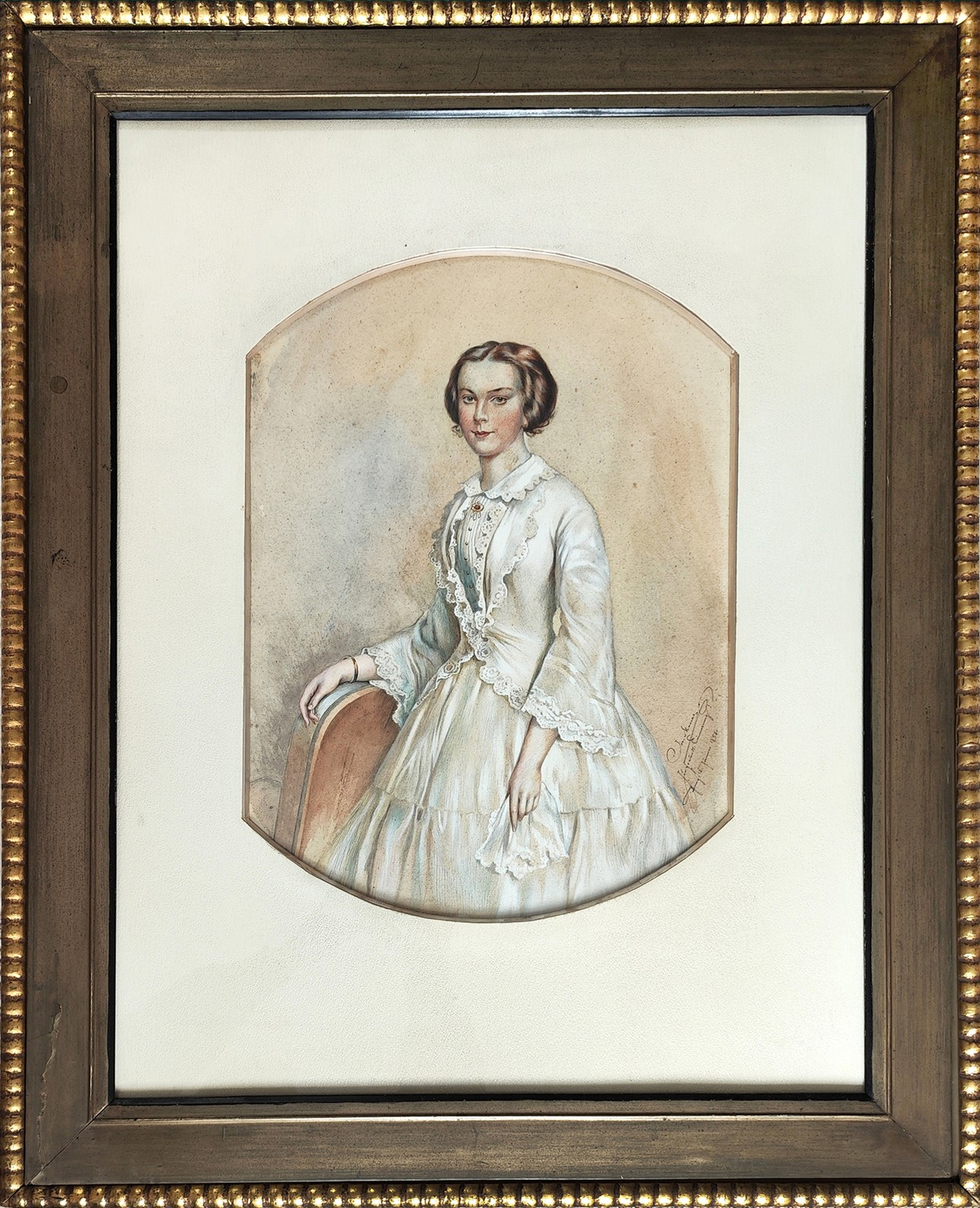
Josef Mánes - Dívka v bílých šatech

## Památky na Josefa Mánesa
- Pomník s postavou stojícího malíře se štětcem a paletou, bronz, autor Bohumil Kafka, Praha 1, Alšovo nábřeží
- Bronzová socha z roku 1946 od Karla Otáhala stojící na nádvoří bývalého Lichtenštejnského semináře v Kroměříži
- Studie k témuž pomníku, Národní galerie v Praze
- Busta, Jakub Obrovský
- Pamětní deska na domě v Praze 1, Řásnovka
- Nástěnná malba: Obecní dům, salónek - v kruhu českých obrozenců
- Pamětní medaile ke 100. výročí úmrtí (1971)
- Bankovka s podobiznou Josefa Mánesa

## Pojmenováno po Josefu Mánesovi
- Spolek výtvarných umělců Mánes, Praha
- Budova Spolku – výstavní prostory při Šítkovské vodárenské věži, Praha - Nové Město
- Mánesův most – Praha, spojuje Staré Město a Malou Stranu
- Mánesova stezka – pochod přes beskydské vrchy spojující místa Mánesova pobytu ve Slezsku
- Mánesova ulice – v bezpočtu měst